# Scurrula pulverulenta
Scurrula pulverulenta là một loài thực vật có hoa trong họ Loranthaceae. Loài này được (Wall.) G. Don miêu tả khoa học đầu tiên năm 1834.